# تلویزیون آمو
تلویزیون آمو یک کانال تلویزیونی ماهواره‌ای مستقل است که متعلق به گروه رسانه‌ای چشم (Eye Media Group) است. این کانال در ۳ مه ۲۰۲۳ با هدفی برای اطلاع‌رسانی، سرگرمی و آموزش جامعه افغانستان راه اندازی شد و یک پلتفرم برای گزارش‌های مستقل و عینی در میان چشم‌انداز رسانه ای چالش‌برانگیز در افغانستان فراهم کرد. تلویزیون آمو با تولید محتوا به زبان فارسی و پشتو برای مقابله با محیط محدود رسانه‌ای اعمال شده توسط طالبان، ترویج آزادی مطبوعات و حمایت از حقوق زنان و روزنامه‌نگاران کار می‌کند.
در نمایه دقیق از تلویزیون آمو توسط The Atlantic با عنوان: در داخل اتاق خبری ویرجینیا در تلاش برای نجات افغانستان از ظلم، تلویزیون آمو به دلیل شیوه‌های ترکیبی منحصر به فرد خود به‌عنوان «یکی از موثرترین وقایع نگاران زندگی تحت حاکمیت طالبان» توصیف شد.

## تاریخچه
پس از تسلط طالبان بر افغانستان در اوت ۲۰۲۱، فضای رسانه ای در این کشور با چالش‌های مهمی از جمله سانسور، آزار و اذیت و تعطیلی بسیاری از رسانه‌ها مواجه شده است. در پاسخ به این چالش‌ها، گروه رسانه ای چشم، تلویزیون آمو را راه اندازی کرد تا به ارائه اخبار و سرگرمی‌های مستقل برای مردم افغانستان در داخل و خارج از کشور ادامه دهد.
تلویزیون آمو توسط روزنامه‌نگاران برجسته ای مانند لطف‌الله نجفی زاده و سمیع مهدی تأسیس شد و به نیاز فوری برای محتوای رسانه‌ای متنوع در میان محدودیت‌های شدید رسانه ای در افغانستان پرداخت.
این نام نشان دهنده رودخانه آمودریا است که نشان دهنده ارتباط و انعطاف‌پذیری است. دفتر مرکزی این شبکه در ویرجینیا قرار دارد و با مشارکت کنندگان در افغانستان، اروپا و آمریکای شمالی همکاری می‌کند.

## محتوا و برنامه‌سازی
تلویزیون آمو محتویات مختلفی از جمله اخبار، امور جاری، برنامه‌های سرگرمی، نمایش‌ها و برنامه‌های موسیقی را پخش می‌کند. این کانال روزانه شش ساعت محتوای اصلی تولید می‌کند که شامل:
- بولتن‌های خبری: برنامه‌های خبری روزانه به زبان‌های فارسی و پشتو با پوشش اخبار داخلی، اقتصادی، جهان و ورزشی.
- برنامه‌های امور جاری: نمایش‌هایی مانند موج و دیدبان کابل، تحلیل‌ها و مصاحبه‌های عمیقی را دربارهٔ موضوعات مهم ارائه می‌دهند.
- برنامه‌های سرگرم‌کننده: برنامه‌های هفتگی مانند «گلشنبه»، «یاد یار مهربان»، «جان گپ» و «ایسو! پس هموسو!» شامل نقد رسانه‌های اجتماعی و مصاحبه با افراد مشهور می‌شود.
- درام: نمایش‌های ترکی دوبله فارسی و پشتو با ارائه محتوای فرهنگی و سرگرمی.
- برنامه‌های موسیقی: برنامه‌های روزانه موسیقی، که با توجه به ممنوعیت موسیقی توسط طالبان در رسانه‌های افغانستان اهمیت ویژه‌ای دارند.

| دسته‌بندی         | برنامه            | زمان پخش                   |                 |
| ---------------- | ----------------- | -------------------------- | --------------- |
| برنامه‌های سرگرمی | گلشنبه            | جمعه‌ها                     | ۹:۰۰ شب         |
| برنامه‌های سرگرمی | ایسو! پس هموسو!   | شنبه‌ها                     | ۲۰:۳۰ شب        |
| برنامه‌های سرگرمی | جین گپ (جان گپ)   | شنبه‌ها، یکشنبه‌ها، دوشنبه‌ها | ساعت ۲۰:۰۰      |
| برنامه‌های سرگرمی | کارتون-شان گوسفند | شب‌های چهارشنبه             | ۷:۰۰ بعد از ظهر |
| درام ترکی        | روزانه            | ۱۴:۰۰ و ۱۹:۰۰              |                 |
| برنامه‌های سیاسی  | موج               | دوشنبه تا پنجشنبه          | ساعت ۱۰:۰۰ شب   |
| برنامه‌های سیاسی  | دیدبان کابل       | دوشنبه، سه‌شنبه             | ۹:۰۰ شب         |
| برنامه‌های سیاسی  | اخبار فارسی       | روزانه                     | ساعت ۲:۰۰       |
| برنامه‌های سیاسی  | اخبار پشتو        | روزانه                     | ساعت ۱۰:۰۰ شب   |
| برنامه‌های سیاسی  | امید فردا         | ماهانه                     | ۷:۰۰ بعد از ظهر |

## حضور دیجیتال
تلویزیون آمو دارای حضور دیجیتالی قوی است که مکمل پخش ماهواره‌ای آن است. این کانال دارای حساب‌های قوی در پلتفرم‌هایی مانند یوتیوب، فیسبوک، اینستاگرام، توییتر و تیک‌تاک است که دسترسی و تعامل گسترده را فراهم می‌کند. از زمان راه‌اندازی، این پلتفرم به‌طور قابل توجهی گسترش یافت و هزاران داستان و ویدیو در چندین زبان تولید کرده و میلیون‌ها کاربر در سراسر جهان پیدا کرده.

## تأثیر و رسیدن
پخش ماهواره ای کانال تلویزیونی آمو به ۱۹ میلیون کاربر در داخل افغانستان می‌رسد و پلتفرم‌های دیجیتال آن میلیون‌ها نفر طرفدار دارد. محتوای تولید شده نه تنها اخبار و سرگرمی را فراهم می‌کند، بلکه به عنوان بستری برای گفتگو و ارتقای حقوق زنان عمل می‌کند.

## شناخت شدن
در سال ۲۰۲۳، تلویزیون آمو جایزه دموکراسی را از بنیاد ملی دموکراسی (NED) به نمایندگی از رسانه‌های مستقل افغانستان برای تلاش‌های خود در ترویج آزادی مطبوعات در افغانستان دریافت کرد.

## چالش‌ها
فعالیت در محیط رسانه ای فعلی افغانستان چالش‌های زیادی را شامل امنیت روزنامه نگاران و محدودیت‌های مالی ناشی از محدودیت‌های طالبان بر رسانه‌های مستقل می‌شود. با وجود این چالش‌ها، تلویزیون آمو موفق شده است که خدمات حیاتی را برای مردم افغانستان ارائه دهد.